# Anthaxia rothkirchi
Anthaxia rothkirchi es una especie de escarabajo del género Anthaxia, familia Buprestidae. Fue descrita científicamente por Obenberger en 1922.

## Distribución
Se distribuye por las ecozonas del Neártico, Neotrópico, región indomalaya, Paleártico y región afrotropical.